# Морозова, Екатерина Александровна
Екатерина Александровна Морозова — советский хозяйственный деятель, Герой Социалистического Труда.

## Биография
Родилась в 1914 году в деревне Ухтострово, Холмогорский уезд, Архангельская губерния. Член КПСС.
С 1931 года — на хозяйственной, общественной и политической работе. В 1931—1971 гг. — телятница, доярка колхоза имени Димитрова Холмогорского района Архангельской области.
В 1948 году от восьми коров получила 5917 килограммов молока.
Указом Президиума Верховного Совета СССР от 17 июня 1949 года присвоено звание Героя Социалистического Труда с вручением ордена Ленина и золотой медали «Серп и Молот».
Умерла в деревне Ухтострово в 1994 году.